# Wilhelm Eduard Scholz
W[ilhelm] E[duard] Scholz (* um 1807/1808 in Gimmel, Kreis Guhrau, Provinz Schlesien; † 8. August 1866 in Breslau) war ein deutscher Komponist und Kapellmeister am Hof des Fürsten August zu Hohenlohe-Öhringen in Schlawentzitz / Oberschlesien.

## Leben
Der aus Gimmel bei Winzig in Niederschlesien stammende Komponist W. E. Scholz, dessen Geburtsjahr nicht gesichert überliefert ist, war laut Neue[r] Zeitschrift für Musik ein Schüler von Ignaz Ritter v. Seyfried. 1838 wurde er zum Kapellmeister des Fürsten August von Hohenlohe-Öhringen am Hof in Schlawentzitz in Oberschlesien ernannt. Noch 1847 berichtet die Neue Berliner Musikzeitung, die Kapelle stehe unter der Leitung des „tüchtigen Capellmeisters Scholz“.
Er komponierte Ouvertüren, Sinfonien, Opern, Sonaten, Solokonzerte, Lieder, Messen und Harmoniemusiken. Außerdem arrangierte er bekannte Werke für die Hofkapelle in Schlawentzitz. So finden sich unter den Harmoniemusiken Arrangements zu Wolfgang Amadeus Mozarts Don Giovanni und der 40. Sinfonie, Carl Maria von Webers Oberon und Euryanthe, Gioachino Rossinis Guillaume Tell und Otello, Ludwig van Beethovens Fidelio und der 5. Sinfonie, Giuseppe Verdis Macbeth, Felix Mendelssohn Bartholdys Ein Sommernachtstraum oder auch zu Frédéric Chopins Grande valse brillante.
Zu seinen Lebzeiten wurden verschiedene seiner Kompositionen im F. E. C. Leuckart Verlag, von Weinhold, Cranz und Hientzsch (alle Breslau) verlegt. Einige seiner Werke sind ausschließlich als Autographen oder in Abschriften überliefert. Die heute bekannten Kompositionen von W. E. Scholz befinden sich zum überwiegenden Teil im Hohenlohe-Zentralarchiv Neuenstein. Dort sind die Autographen seiner Werke, Autographen der Arrangements sowie Drucke zu finden.
Die Werke von W. E. Scholz wurden seinerzeit in Musikzeitungen überwiegend anerkennend besprochen, u. a. von Robert Schumann. Manche Werke wurden aber auch kritisch rezensiert.
Das Musikalische Conversations-Lexikon von 1840 bezeichnet ihn als talentvollen Komponisten.

## Werke (Auswahl)

### Verlegte Werke mit Opuszahl
- Nocturne. Op. 14. Breslau, Hientzsch[15] SchzWv 52.
- 6 Lieder f. Bass, Bariton oder Alt. Op. 16, 4tes Heft der Gesänge. Breslau, Cranz 1835[16][17] SchzWV 24–29a.
- Fest-Ouvertüre für ein großes Orchester komponiert und für die fürstliche Hohenlohe-Öhring’sche Hofkapelle eingerichtet von W. E. Scholz, No. 4; Slawentzitz 6. Oktober 1838; Opus 17; Ms. 1838/39 Scholz.[18] SchzWV 62a.
- Sechs Lieder op. 19[a][19][20] SchzWV 32–37.
- Grande Sonate pour Pianoforte. op. 19[b], Breslau, Weinhold[20][21] SchzWV 49.
- 3 mehrstimmige Lieder. Op. 29. 6. Liederheft. Breslau, Cranz.[22][23] SchzWV39–41.
- 4 Lieder. Op. 30. 7. Liederheft.[24] SchzWV 42–45.
- 3 Fleurs. Op. 42. Breslau, Hientzsch[25][26] SchzWV 54–56.
- Nocturne. Op. 44. Breslau, Hientzsch[26] SchzWV 57.
- Rêverie. Op. 45. Breslau, Hientzsch[27] SchzWV 58.

### Nichtverlegte Autographen
- Ouvertura No 2 par Scholz componirt 1832 (unvollständig)[28] SchzWV 75.
- Fest Polonaise componirt v. W. E. Scholz Breslau d. 12.ten Januar 1834. (unvollständig)[29] SchzWV 74.
- No 4. Ouverture zur Oper Komet von W. E. Scholz 2. März 1839 (unvollständig)[30] SchzWV 65.
- Marsch 12. März 1839 (unvollständig)[31] SchzWV 66.
- Concert für Posaune und Orchester[32] SchzWV 3(Erstausgabe 2016)[33]
- Concert für Oboe F-Dur Schlawentzitz d 14: Debr 1842[34] SchzWV 4. (Erstausgabe 2016).[35]
- Concert für Clarinett[36] SchzWV 5. (Erstausgabe 2016).[37]
- Adagio und Rondo für Flöte und Orchester (unvollständig, Solostimme nicht vorhanden) SchzWV 6.[38]

## Scholz-Werke-Verzeichnis
Das Scholz-Werke-Verzeichnis (SchzWV) umfasst 473 Werknummern und beinhaltet alle heute nachweisbaren Kompositionen von Scholz und Arrangements eigener sowie Bearbeitungen von Werken anderer Komponisten.

## Instrumentalkonzerte
Die Partituren der vollständig erhaltenen Instrumentalkonzerte des Komponisten sind 2016 von Stefan Antweiler aus den Einzelstimmen erstellt und als Erstausgaben herausgegeben worden. Sie sind im Are Musikverlag Mainz erschienen.
- Concert für Posaune und Orchester (B-Dur) SchzWV 3.[39]
- Concert für Oboe und Orchester SchzWV 4.[39]
- Concert für Clarinett SchzWV 5.[39]

## Wissenschaftliche Neuedition
- Grande Sonate pour le Piano-Forte SchzWV 49. (Hrsg. Stefan Antweiler). Are Verlag, Köln 2019, ISMN 979-0-50212-357-4 (Suche im DNB-Portal).[41]

## Wiederaufführung
Concert für Posaune und Orchester: 7. Oktober 2018. Sala Astor Piazzolla del Teatro Argentino. Orquesta Estable del Teatro Argentino de La Plata. Posaune: Ignacio Galicchio. Dirigent: Walter Hilgers.